# Тванн-Тюшерц
Тванн-Тюшерц (нім. Twann-Tüscherz) — громада  в Швейцарії в кантоні Берн, адміністративний округ Біль.

## Географія
Громада розташована на відстані близько 28 км на північний захід від Берна.
Тванн-Тюшерц має площу 12,3 км², з яких на 8,2% дозволяється будівництво (житлове та будівництво доріг), 24,1% використовуються в сільськогосподарських цілях, 65,3% зайнято лісами, 2,4% не є продуктивними (річки, льодовики або гори).

## Демографія
2019 року в громаді мешкало 1163 особи (+2,1% порівняно з 2010 роком), іноземців було 13,8%. Густота населення становила 94 осіб/км².
За віковим діапазоном населення розподілялося таким чином: 13,8% — особи молодші 20 років, 58% — особи у віці 20—64 років, 28,2% — особи у віці 65 років та старші. Було 578 помешкань (у середньому 2 особи в помешканні).
Із загальної кількості 377 працюючих 115 було зайнятих в первинному секторі, 70 — в обробній промисловості, 192 — в галузі послуг.